# 徐之范
徐之範（507年—584年6月10日），字孝規。東莞郡姑幕县（今山东省诸城市）人，南北朝時代医師、官员。南朝齐蘭陵郡太守徐雄之子，徐文伯之孙。

## 生平
天監六年出生，在南朝梁南康嗣王蕭会理麾下担任府参軍事。劉孝勝为武陵王蕭紀長史，推荐徐之範担任外兵参軍。转任录事参军。劉孝勝兄弟与蕭紀入蜀，徐之範跟随。担任广汉郡太守，升任持節、梁州刺史，封郫县开国侯。
借助其兄徐之才，入北齐，以医术见知。北齐天保九年（558年），担任寧朔将軍、尚药典御。河清二年（563年）转任騎侍郎，尚药典御如故。天統二年（566年）担任輔国将軍、諫議大夫。天統三年（567年），升任通直散騎常侍。天統四年（568年），转任翊軍将軍、太中大夫。天統五年（569年），担任散騎常侍。同年假仪同三司。
武平元年（570年），转任儀同三司、征西将軍。武平二年（571年），任開府儀同三司。武平三年（572年）任太常卿、封西陽王。武平四年（573年）担任侍中。同年，齐后主命徐之範毒殺蘭陵王高長恭。北周建德六年（577年），归顺北周，担任使持節、儀同大将軍。
隋朝開皇四年四月二十六日（584年6月10日）在晋陽县宅去世。享年七十八岁。

## 家庭

### 妻
- 蘭陵蕭氏
- 扶風馬氏（西陽王妃）

### 子
- 徐敏信（济陰郡太守）
- 徐敏行（尚書駕部郎中）
- 徐敏璞（安定県令）
- 徐敏直（給事中）
- 徐敏智（太尉府墨曹参軍）
- 徐敏貞（給事中）
- 徐敏鑑
- 徐敏廉（通直散騎侍郎）
- 徐敏恭（著作佐郎）
- 徐敏宽
- 徐敏惠
- 徐敏通